# Adolf Lohmann (fysiker)
Adolf Wilhelm Lohmann, född 20 april 1926 i Salzwedel, Tyskland, död 15 december 2013, var en tysk fysiker som arbetade med optisk informationsbehandling och holografi. Han var professor i fysik vid Friedrich-Alexander-Universität Erlangen-Nürnberg och invaldes 1982 som utländsk ledamot av svenska Kungliga Ingenjörsvetenskapsakademien.

## Biografi
Lohmann studerade vid Universitetet i Hamburg, där han tog sitt fysikdiplom 1951 och sin doktorsexamen 1953. Han arbetade sedan på TH Braunschweig, där han blev professor. År 1958/59 var han gästforskare vid Kungliga Tekniska högskolan i Stockholm och 1961 var han gästforskare vid IBM:s forskningslaboratorium i San José. År 1963 anställdes han permanent i forskningslaboratoriet vid IBM och ledde Optical Signal Processing Division. Från 1967 var han lektor och från 1968 professor vid University of California, San Diego. År 1973 återvände han till Tyskland till den nyskapade professuren i tillämpad optik vid universitetet i Erlangen. Han gick i pension 1992.
Omkring 1968 uppfann han tillsammans med Byron R. Brown en metod för att skapa datorgenererade hologram (CGH). Två år tidigare hade båda introducerat Fourier transformationstekniker för detta ändamål. Han var fellow i Optical Society of America, där han var nationell resande lärare 1967/68.